# Tyrus
Ne doit pas être confondu avec Trevor Murdoch.
Pour les articles homonymes, voir Murdoch.
George Murdoch (né le 21 février 1973 à Pasadena, Californie, États-Unis) est un catcheur (lutteur professionnel) américain. Il est connu pour avoir travaillé à la World Wrestling Entertainment sous le nom de Brodus Clay de 2010 à 2014, puis à la Total Nonstop Action Wrestling sous le nom de Tyrus.
Il fut également garde du corps du rappeur Snoop Dogg.

## Carrière

### World Wrestling Entertainement (2006-2008)

#### Territoires de développement (2006-2008)
Après avoir signé un contrat avec la World Wrestling Entertainment, Murdoch est envoyé à la Deep South Wrestling, une fédération de développement de la WWE. Il y débute en septembre 2006 sous le nom de ring « G-Rilla » et adopte un gimmick de voyou gangsta. Lors de son premier match, le 7 septembre 2006, il bat Big Bully Douglas dans un dark match.
En juin 2007, Murdoch est envoyé à la Florida Championship Wrestling (FCW), autre fédération de développement de la WWE. Il fait ses débuts au spectacle inaugural de la FCW  le 26 juin, en utilisant le nom de G-Rilla et battant Shawn Osborne.
Le 4 février 2008, Murdoch est libéré de son contrat avec la WWE.

### Retour à la World Wrestling Entertainment (2010-2014)

#### Florida Championship Wrestling (2010-2011)
En janvier 2010, Murdoch signe à nouveau avec la WWE et est affecté à la FCW. En mai 2010, il change son nom de ring en « Brodus Clay ». Son nom "Brodus Clay" vient du vrai nom du rappeur américain Snoop Dogg, Cordozar Calvin Broadus.[réf. nécessaire]

#### Débuts et alliance avec Alberto Del Rio (2011-2012)
Au cours de la finale de la saison 3 de NXT, il est annoncé que Brodus Clay fera partie de la saison 4 avec Ted Dibiase Jr comme pro. Lors de l'épisode du 25 janvier 2011, il gagne un Fatal 4 Way face à Johnny Curtis, Byron Saxton et Derrick Bateman et, dans la même soirée, il change de pro pour choisir Alberto del Rio. Il sera éliminé en finale face à Johnny Curtis et ne remportera pas la saison.
Lors de l'épisode de WWE SmackDown du 11 mars 2011, Alberto del Rio et Brodus Clay, pour son premier match, perdent contre Edge et Christian. Le 29 avril, Alberto del Rio et lui font équipe pour la dernière fois, à la suite du draft d'Alberto del Rio à Raw, et perdent contre Christian et Randy Orton.
Lors de l'évènement PPV Extreme Rules 2011, pendant un match de l'échelle opposant Alberto del Rio à Christian, Brodus Clay reçoit une échelle sur la tête et se blesse et perd beaucoup de sang, le contraignant à disparaître des écrans pendant 4 mois. 
Il fait son retour lors de l'épisode de WWE Superstars du 4 août, en battant un jobber local, Pat Silva. Il gagne, plus tard, 8 autres combats à Superstars, contre des catcheurs locaux. La WWE décide, par la suite, de le pusher à Raw.
Son arrivée à Raw est annoncée en vidéo pour l'épisode du 7 novembre 2011. Cependant, il n'y apparaît pas, car John Laurinaitis veut qu'il effectue son retour non pas à Liverpool en Angleterre, mais en Amérique. Pendant ce temps, il fait encore quelques matches contre d'autres jobbers. Son retour est repoussé ainsi semaine après semaine.

#### The Funkasaurus et Tons of Funk (2012-2013)

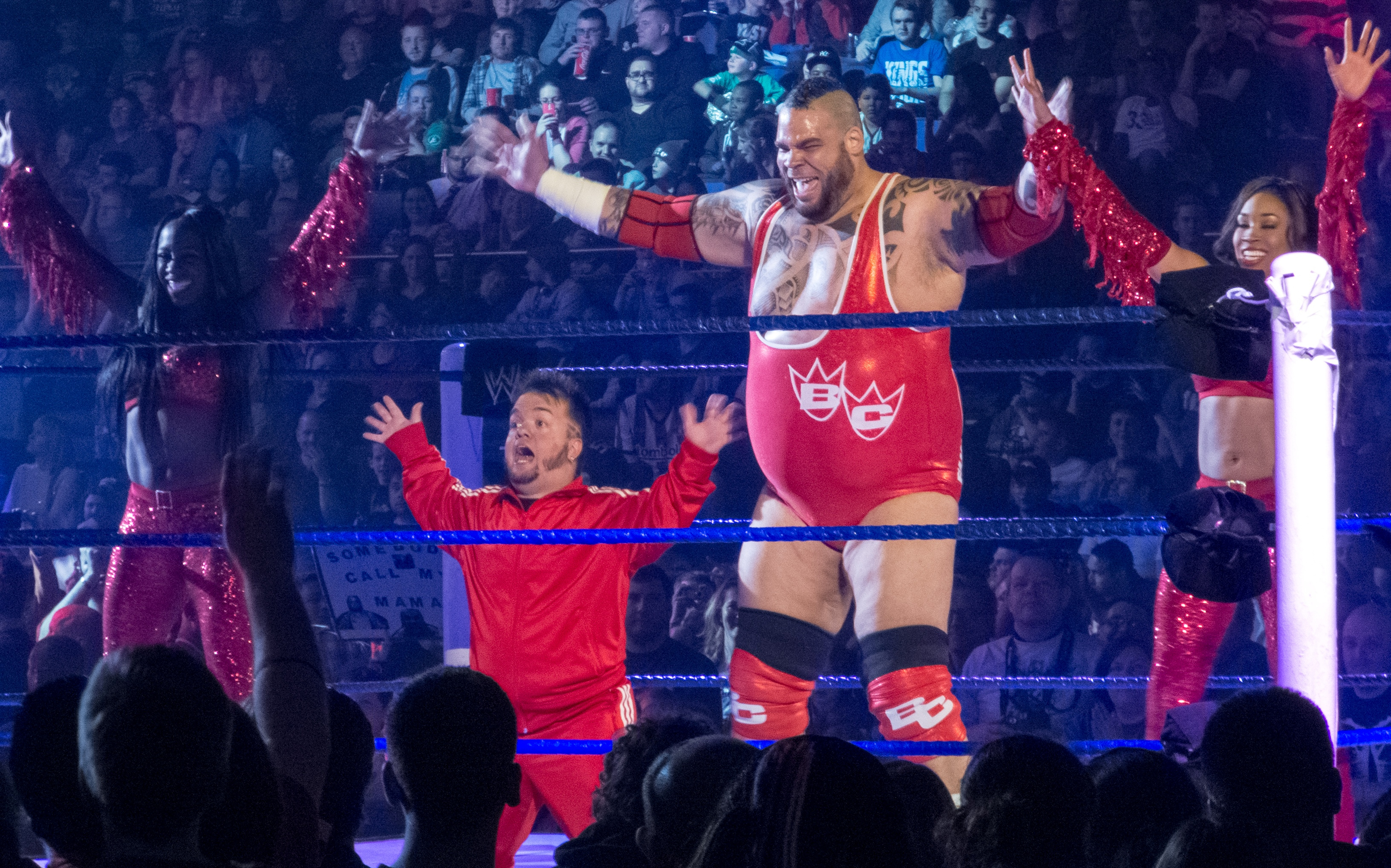
Funkasaurus (au centre) accompagné de ses danseuses et Hornswoggle.

Le 9 janvier 2012, il fait ses débuts à Raw en battant Curt Hawkins. À cette occasion, il apparait sous un nouveau gimmick Face et change totalement de style. Il se présente désormais sous une allure de danseur de groove, se surnommant Funkasaurus, et fait son entrée accompagné de deux danseuses : Naomi, ancienne participante de NXT et Cameron Lynn, ancienne participante de Tough Enough, ces deux femmes étant désormais catcheuses plénières au sein de la WWE. Brodus Clay restera invaincu pendant plusieurs mois, avant de subir sa première défaite face à Big Show lors du RAW du 25 juin 2012.
Aux Survivor Series, Rey Mysterio, Sin Cara, Justin Gabriel, Tyson Kidd et lui battent Darren Young, Tensai, Titus O'Neil, Epico et Primo dans un match 5 contre 5 par élimination, le combat typique des Survivor Series.
En décembre, il rejoint le roster de Raw.
Lors du Royal Rumble, il prend part au Royal Rumble Match qui est remporté par John Cena.
Le 28 janvier, il danse avec Tensai dans un concours de danse, et l'accompagne lors du Main Event du 30 janvier contre Titus O'Neil. Il annonça ensuite sur Twitter le nom de leur équipe : The Tons of Funk. Lors du Pré-Show d'Elimination Chamber 2013, lui et Tensai battent les Rhodes Scholars (Cody Rhodes et Damien Sandow).
Lors de RAW le 9 décembre, il bat Xavier Woods mais continue de s'acharner sur lui après le match et effectue ainsi un Heel Turn. Lors de TLC, il perd face à R-Truth.

#### Retour en solo et départ (2013-2014)
Le 16 décembre 2013 à RAW, il trahit Tensai en refusant le tag et l'attaque après le match, mettant ainsi fin aux Tons of Funk.
En janvier 2014, il fut écarté du roster principal vers NXT, et ce jusqu'au 12 juin 2014, où la WWE annonce publiquement son départ de la fédération.

### Total Nonstop Action Wrestling/Global Force Wrestling/Impact Wrestling (2014-2018)

#### Diverses rivalités et départ (2014-2018)
En septembre 2014, Georges Murdoch signe un contrat avec la TNA. 
Lors de Slammiversary 2015, lui & Ethan Carter III battent Bobby Lashley & Mr. Anderson.
Le 9 octobre 2015 à Xplosion, il perd contre Mr. Anderson.
Le 26 avril 2016 lors de Sacrifice 2016, il perd contre Drew Galloway et manque ainsi de peu le TNA World Heavyweight Championship.
Le 18 avril 2018, Tyrus annonce via Twitter qu'il quitte Impact à la suite de différends avec l'équipe créative de Impact.

### National Wrestling Alliance (2021-2023)

#### Débuts, champion du monde Télévision de la NWA, champion du monde poids-lourd de la NWA et retraite (2021-2023)
Le 11 mars 2021, la NWA annonce les débuts de Tyrus pour NWA: Back For The Attack.
Le 6 août 2021, il remporte le championnat du monde Télévision de la NWA face à Jordan Clearwater.
Le 24 septembre 2022, il rend son titre vacant pour se lancer à la conquête du championnat du monde poids-lourd.
Le 12 novembre 2022 lors de NWA Hard Time In New Orléans, il remporte le championnat du monde poids lourd de la NWA en battant Trevor Murdoch et Matt Cardona.
Le 27 août 2023 à NWA 75, il perd son titre face à EC3. Il annonce dans la foulée qu'il prend sa retraite des rings.

## Palmarès
- National Wrestling Alliance
  - 1 fois NWA World Heavyweight Champion
  - 1 fois NWA World Television Champion
- Pennsylvania Premiere Wrestling
  - 1 fois PPW Heavyweight Champion[20]
- Total Nonstop Action Wrestling
  - Bound For The Gold (2015)[21]
- World Wrestling Entertainment
  - Slammy Award du danseur de l'année 2012

## Récompenses de magazines
- Pro Wrestling Illustrated

| Année | 2011 | 2012 | 2013 | 2014 | 2015 | 2016 | 2017 | 2018 à 2021 | 2022 | 2023 |
| ----- | ---- | ---- | ---- | ---- | ---- | ---- | ---- | ----------- | ---- | ---- |
| Rang  | 185  | 74   | 74   | 217  | 214  | 134  | 226  | Non classé  | 352  | 58   |

## Filmographie

### Film
| Année | Titre                           | Rôle              | Notes  |
| ----- | ------------------------------- | ----------------- | ------ |
| 2012  | No One Lives                    | Ethan             | [ 23 ] |
| 2014  | Scooby-Doo et la Folie du catch | Brodus Clay       |        |
| 2017  | Enuattii                        | Bateman           |        |
| 2017  | Supercon                        | Agent de Sécurité |        |

### Télévision
| Année        | Titre                 | Rôle                | Notes                                   |
| ------------ | --------------------- | ------------------- | --------------------------------------- |
| 2013         | Total Divas           | Lui-même            | 3 épisodes                              |
| 2014         | Trashville            | Danye East          | Saison 1 épisode 7: "Meeting the Maker" |
| 2016–présent | The Greg Gutfeld Show | Lui-même            | Membre régulier du panel                |
| 2016         | Outnumbered           | Lui-même            | Guest                                   |
| 2017         | Fox & Friends         | Lui-même            | Guest                                   |
| 2017         | GLOW                  | Mighty Tom Jackson  | 2 épisodes                              |
| 2017         | Preacher              | Garde méchant       | 3 épisodes                              |
| 2017         | Syn                   | Dylan               | 13 épisodes                             |
| 2017         | MacGyver              | Goliath             | 1 épisode                               |
| 2018         | Love                  | Keith the Creamator | 1 épisode                               |
| 2018         | Fox News The Five     | Lui-même            | Guest                                   |
| 2018         | The Purge             | Garde de porte      | Episodes 4: "Release the Beast"         |

## Vie privée
Il est marié avec Ingrid Rinck, entrepreneuse et adepte du fitness. Ils ont eu une fille ensemble, Georgie Murdoch, née le 7 mai 2014.